# 堀内優
堀内　優（ほりうち　ゆう、1990年12月23日 - ）は、京都府網野町（現在の京丹後市の一部）出身の女子レスリング選手である。階級は55kg級。身長157cm。現在は自衛隊体育学校の3等陸曹。

## 来歴
小学生時代は網野町少年レスリング教室に所属して、全国少年少女レスリング選手権大会では男子相手に5度の優勝を果たした。
網野中学に入学すると、全国中学生選手権で2連覇を成し遂げた。全日本ジュニアレスリング選手権大会（ジュニアオリンピック）カデットの部では4連覇を達成した。京都府立網野高等学校に進むと、アジアカデット選手権で2連覇を果たした。また、3年の時にはジュニアオリンピックジュニアの部と全国高校女子選手権で優勝、レスリング世界ジュニア選手権51kg級でも優勝を飾った。さらには全日本レスリング選手権大会でも優勝した。2009年には日本大学通信教育部文理学部文学専攻英文学へ入学した。1年の時にジュニアオリンピックジュニアの部で2連覇を達成すると、全日本女子選手権でも優勝して2009年レスリング世界選手権代表に選ばれるが、右肩の脱臼を治療するために出場を辞退することになった。2年の時には全日本選抜で優勝して2010年レスリング世界選手権代表に選出された。世界ジュニア選手権には1階級上の55kg級に出場して2年前の51kg級に続いて2階級制覇を達成した。世界選手権では準決勝で右肩を脱臼した影響も有り、決勝ではウクライナのオレクサンドラ・コフトに敗れて2位に終わった。全日本レスリング選手権大会では2年ぶり2度目の優勝を飾った。その後は以前から負傷していた右肩の脱臼を再度治療するために長い間戦線を離脱することになった。2012年には自衛隊体育学校所属となった。2013年には全日本女子オープン選手権で優勝するも、全日本レスリング選手権大会では6位に終わった。

## 主な戦績
- 2001年 -　全国少年少女レスリング選手権大会　優勝（26kg級）
- 2002年 -　全国少年少女レスリング選手権大会　優勝（28kg級）
- 2004年 -　ジュニアオリンピック　カデットの部　優勝（38kg級）
- 2004年 -　全国中学生レスリング選手権大会　優勝（40kg級）
- 2005年 -　ジュニアオリンピック　カデットの部　優勝（43kg級）
- 2005年 -　全国中学生選手権　優勝（41kg級）
- 2006年 -　ジュニアオリンピック　カデットの部　優勝（46kg級）
- 2006年 -　アジアカデット選手権　優勝（46kg級）
- 2006年 -　ジュニアオリンピック　カデットの部　優勝（49kg級）
- 2007年 -　アジアカデット選手権　優勝（49kg級）

51kg級での戦績
- 2008年 -　ジュニアオリンピック　ジュニアの部　優勝
- 2008年 -　レスリング世界ジュニア選手権　優勝
- 2008年 -　全国高校女子選手権　優勝（54kg級）
- 2008年 -　全日本レスリング選手権大会　優勝
- 2009年 -　レスリングワールドカップ　3位
- 2009年 -　全日本選抜レスリング選手権大会　優勝
- 2009年 -　ジュニアオリンピック　ジュニアの部　優勝
- 2010年 -　全日本選抜　優勝
- 2010年 -　世界ジュニア　優勝（55kg級）
- 2010年 -　世界選手権　2位
- 2010年 -　全日本レスリング選手権大会　優勝

55kg級での戦績
- 2013年 -　全日本社会人選手権　2位
- 2013年 -　全日本女子オープン選手権　優勝
- 2013年 -　全日本レスリング選手権大会　6位